# Пітерсбург (Техас)
Пітерсбург (англ. Petersburg) — місто (англ. city) в США, в окрузі Гейл штату Техас. Населення — 1014 особи (2020).

## Географія
Пітерсбург розташований за координатами 33°52′16″ пн. ш. 101°35′50″ зх. д. / 33.87111° пн. ш. 101.59722° зх. д. (33.871049, -101.597292).  За даними Бюро перепису населення США в 2010 році місто мало площу 2,10 км², уся площа — суходіл.

## Демографія
Згідно з переписом 2010 року, у місті мешкали 1202 особи в 425 домогосподарствах у складі 328 родин. Густота населення становила 574 особи/км².  Було 506 помешкань (241/км²).
Расовий склад населення:
| - 69,8 % — білих - 2,4 % — чорних або афроамериканців - 1,5 % — корінних американців - 0,2 % — азіатів - 24,0 % — осіб інших рас |

До двох чи більше рас належало 2,1 %. Частка іспаномовних становила 65,8 % від усіх жителів.
За віковим діапазоном населення розподілялося таким чином: 29,2 % — особи молодші 18 років, 56,4 % — особи у віці 18—64 років, 14,4 % — особи у віці 65 років та старші. Медіана віку мешканця становила 37,0 року. На 100 осіб жіночої статі у місті припадало 96,7 чоловіків;  на 100 жінок у віці від 18 років та старших — 98,4 чоловіків також старших 18 років.
Середній дохід на одне домашнє господарство  становив 50 357 доларів США (медіана — 40 000), а середній дохід на одну сім'ю — 56 006 доларів (медіана — 45 000). За межею бідності перебувало 27,2 % осіб, у тому числі 43,7 % дітей у віці до 18 років та 10,3 % осіб у віці 65 років та старших.
Цивільне працевлаштоване населення становило 497 осіб. Основні галузі зайнятості: освіта, охорона здоров'я та соціальна допомога — 29,0 %, виробництво — 18,3 %, сільське господарство, лісництво, риболовля — 14,9 %.